# Hale Appleman
Hale Isaac Appleman (sinh ngày 17 tháng 1 năm 1986) là một diễn viên người Mỹ. Anh được biết đến với vai Tobey Cobb trong bộ phim Teeth năm 2007 và vai Eliot trong bộ phim truyền hình kỳ ảo The Magicians.

## Nghề nghiệp
Các lần xuất hiện trên sân khấu của Appleman bao gồm sự hồi sinh của Streamers tại Roundabout Theater Company, Paradise Paradise của Clifford Odets tại American Repetory Theater và buổi ra mắt ở New York của Sarah Ruhl's Passion Play trong vai Jesus. Năm 2011, anh đóng vai Bob trong Moonchildren tại Berkshire Theatre Festival, và có thể được nghe trên L.A. Theater Works bản ghi của Sam Shepard's Buried Child. Appleman đóng vai Mercutio trong The Last Goodbye tại The Old Globe Theater.
Appleman đóng vai Zach trong bộ phim truyền hình âm nhạc Smash của NBC. Anh ấy ra mắt bộ phim đầu tiên ở Beautiful Ohio và đóng vai họa sĩ truyện tranh Judd Winick ở Pedro. Các vai khác của anh gồm Mercutio trong Private Romeo, phim ngắn Oysters Rockefeller và The Magicians, một bộ phim truyền hình dựa trên tiểu thuyết cùng tên của Lev Grossman, mà anh đã đóng vai pháp sư Eliot từ năm 2015.

## Cuộc sống cá nhân
Appleman đã nói rằng anh ấy "chắc chắn không thẳng" và xác định mình thuộc cộng đồng LGBT.

## Bản thành tích nghệ thuật

### Phim ảnh
| Năm  | Tên phim             | Vai diễn     | Ghi chú   |
| ---- | -------------------- | ------------ | --------- |
| 2006 | Beautiful Ohio       | Elliot       |           |
| 2007 | Teeth                | Tobey        |           |
| 2008 | Pedro                | Judd         |           |
| 2011 | Private Romeo        | Josh Neff    |           |
| 2012 | Oyssters Rockefeller | Gibbon Pearl |           |
| 2012 | Jagoo                | Sam          | Phim ngắn |
| 2015 | White Orchid         | Handsome     |           |

### Truyền hình
| Năm       | Tên phim      | Vai diễn | Ghi chú   |
| --------- | ------------- | -------- | --------- |
| 2012      | Smash         | Zach     |           |
| 2015–2020 | The Magicians | Eliot    | Vai chính |